# Meldal
Meldal és un antic municipi situat al comtat de Sør-Trøndelag, Noruega. Té 3.954 habitants (2016) i la seva superfície és de 613.34 km².